# 雲中岳
雲中岳（1930年—2010年10月20日），本名蒋林，广西南宁市人，台湾“超技击侠情派”武俠小說作家。1947年初中肄業从军，1949年入台，就讀陸軍第四軍官訓練班第十九期步科，畢業后从事前線情报工作，1979年退役，定居臺灣台中。1963年开始发表作品。共有80多部作品。於2010年10月20日下午2點41分因肺腺癌急症與世長辭，享壽80歲。

## 文学作品
- 1963年 第一部武侠作品《剑海情涛》
- 《八荒龙蛇》
- 《八极游龙》
- 《霸海风云》
- 《碧血江南》
- 《草莽芳华》
- 《草泽潜龙》
- 《大刺客》
- 《大地龙腾》
- 《断魂血琵琶》
- 《恶江湖》
- 《风尘怪侠》
- 《风云五剑》
- 《锋镝情潮》
- 《锋刃绮情》
- 《缚虎手》
- 《盖世侠侣》
- 《古剑歼情记》
- 《古剑强龙》
- 《故剑情深》
- 《横剑狂歌》
- 《红尘碧玉》
- 《湖汉群英》
- 《虎胆雄风》
- 《护花人》
- 《幻剑情花》
- 《幻影情刀》
- 《剑底扬尘》
- 《剑海腾龙》
- 《剑垒情关》
- 《剑啸荒原》
- 《剑影寒》
- 《剑影迷踪》
- 《剑在天涯》
- 《江汉屠龙》
- 《江湖猎人》
- 《蛟索缚龙》
- 《矫燕雄鹰》
- 《金门圣女》
- 《京华魅影》
- 《九华腥风》
- 《绝代枭雄》
- 《冷面刀客》
- 《怜花印佩》
- 《凌风飞燕》
- 《龙虎风云榜》
- 《莽野神龙》
- 《莽原魔豹》
- 《魅影魔踪》
- 《魔剑惊龙》
- 《魔女情潮》
- 《女浪子》
- 《蟠龙踞虎》
- 《霹雳天网》
- 《情剑京华》
- 《情天炼狱》
- 《杀手春秋》
- 《四海鹰扬》
- 《四海游骑》
- 《天涯江湖路》
- 《铁汉妖狐》
- 《亡魂客》
- 《亡命客》
- 《我独行》
- 《无情刀客有情天》
- 《五岳狂客》
- 《武林情仇》
- 《匣剑凝霜》
- 《侠影红颜》
- 《小魔神》
- 《邪道笑魔》
- 《邪神传》
- 《星落九天》
- 《血剑兰心》
- 《逸凤引凰》
- 《斩天斧》
- 《浊世情鸳》
- 《醉杖门生》

## 外部連結
- 側寫雲中岳
- 云中岳小说 （页面存档备份，存于）
- 雲中岳作品集（好讀網站） （页面存档备份，存于）